# Аначево
Ана́чево (рос. Аначево, башк. Әнәс) — присілок у складі Ілішевського району Башкортостану, Росія. Входить до складу Андрієвської сільської ради.
Населення — 324 особи (2010; 330 у 2002).
Національний склад:
- марійці — 91 %